# スライダー (サンドイッチ)

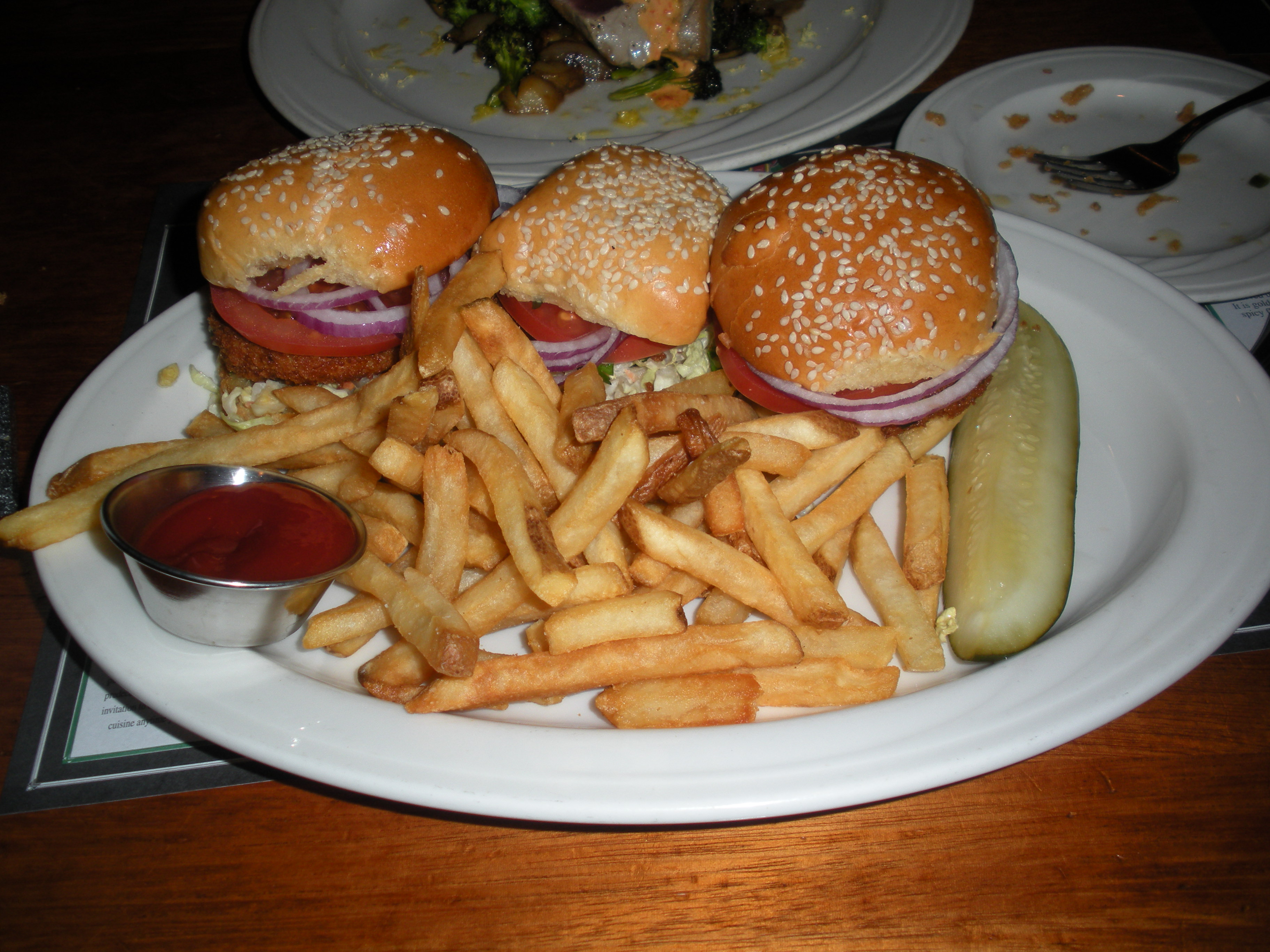
ダンジネスクラブとエビのスライダーにフレンチ・フライを添えたもの。

スライダー（英語: slider）は、おおむね直径3インチ （7.6 センチメートル）ほどのバンを使った小さなサンドイッチ。

## 解説
「スライダー」という言葉は、はじめは小さいハンバーガーを意味していたが、やがて同様の大きさの「スライダー・ロール」というバンズを使うサンドイッチは何でもこう呼ばれるようになった。
この言葉は、ファストフード・チェーン店『ホワイト・キャッスル』が生み出したものである。1921年からこの名称を使用していた。綴りを少し変えた「Slyder」を1993年から2009年まで商標登録。
スライダーは、オードブルやアミューズブーシュとして出されることもある。